# Paneriai-Tunnel

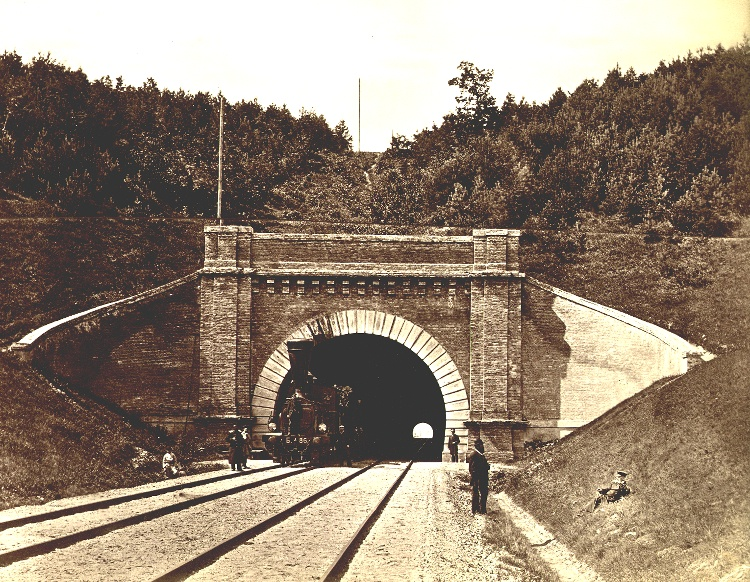
Tunnel 1879

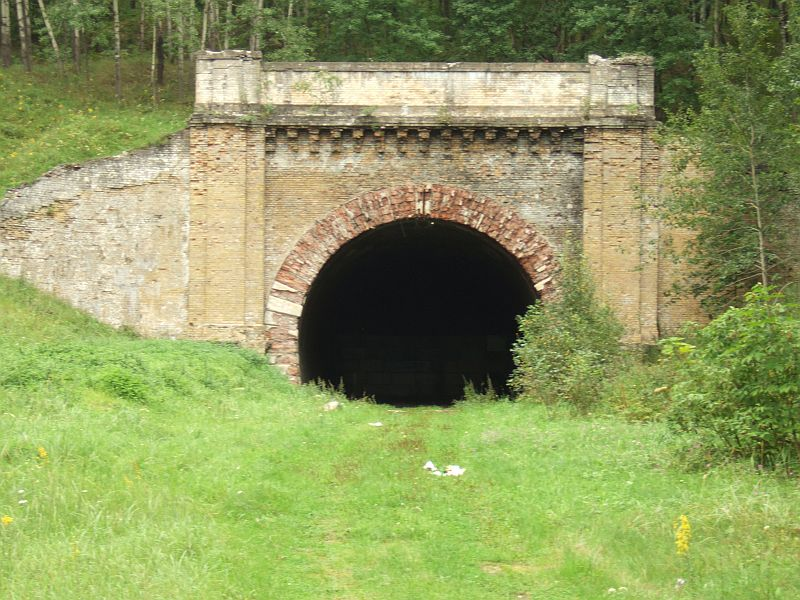
Westliches Tunnelportal im heutigen Zustand

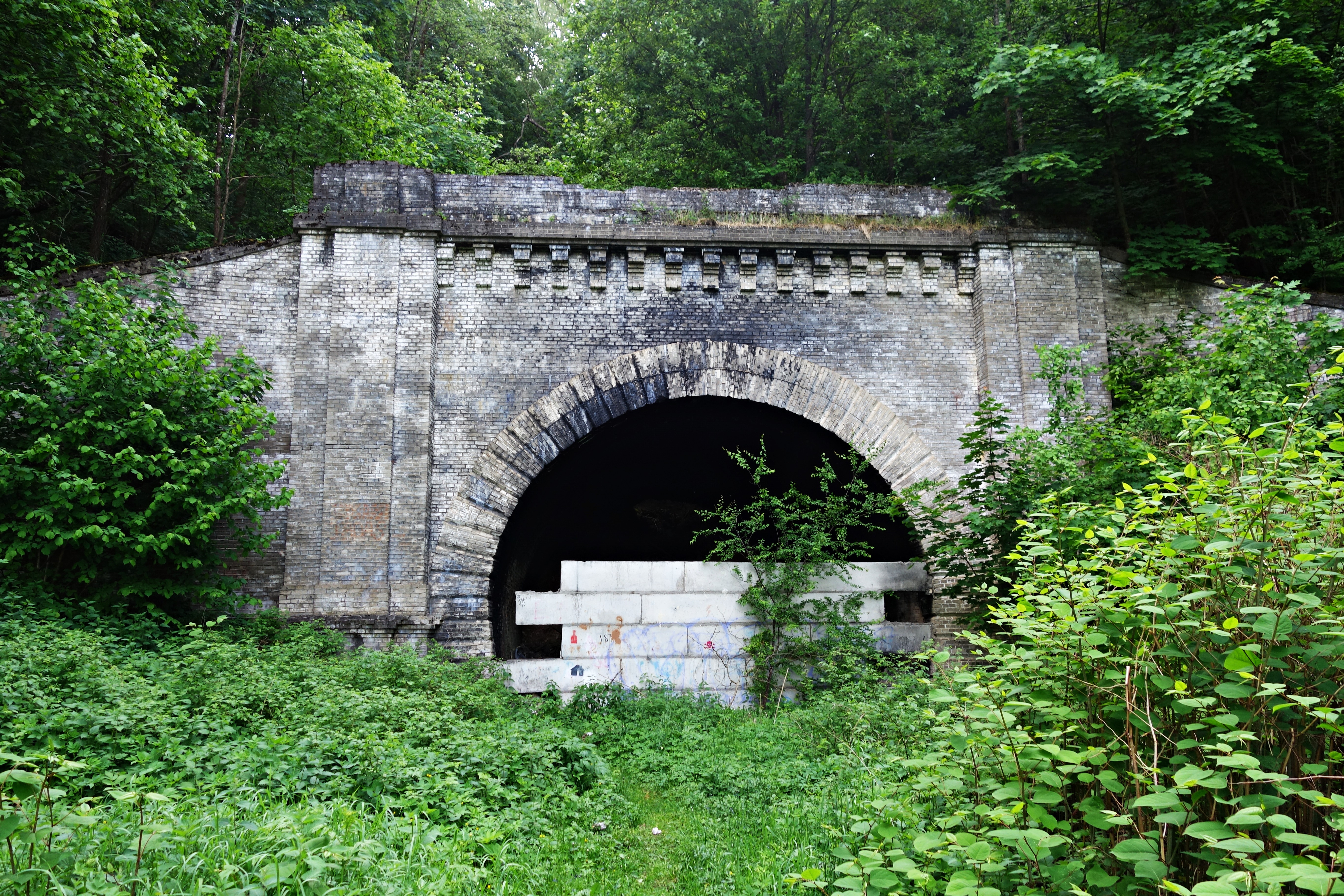
Östliches Tunnelportal im heutigen Zustand

Der Eisenbahntunnel Paneriai (lit. Panerių geležinkelio tunelis) ist einer von zwei Eisenbahntunneln in Litauen. Er befindet sich unter den Hügeln im Wald Paneriai in Vilnius. Der stillgelegte Tunnel ist 6,4 m hoch, 8 m breit und 427 m lang.

## Geschichte
Der Bau des Tunnels Paneriai begann 1859 aufgrund des Beschlusses des russischen Zaren Alexander II., als man die Strecke Vilnius–Lentvaris der Petersburg-Warschauer Eisenbahn baute. Die Hügel im Wald Richtung Lentvaris waren ein Hindernis. Der Eisenbahntunnel Paneriai diente in erster Linie der Umgehung eines topografischen Hindernisses. Gleichzeitig baute man den Eisenbahntunnel Kaunas. Beide waren die ersten in Litauen und in Russland und gehören zu den ersten in Osteuropa. 1960 wurde nach fast hundert Jahren der Eisenbahnbetrieb im Tunnel eingestellt, da die Trassenführung der Bahnlinie geändert wurde.

## Heutiger Zustand

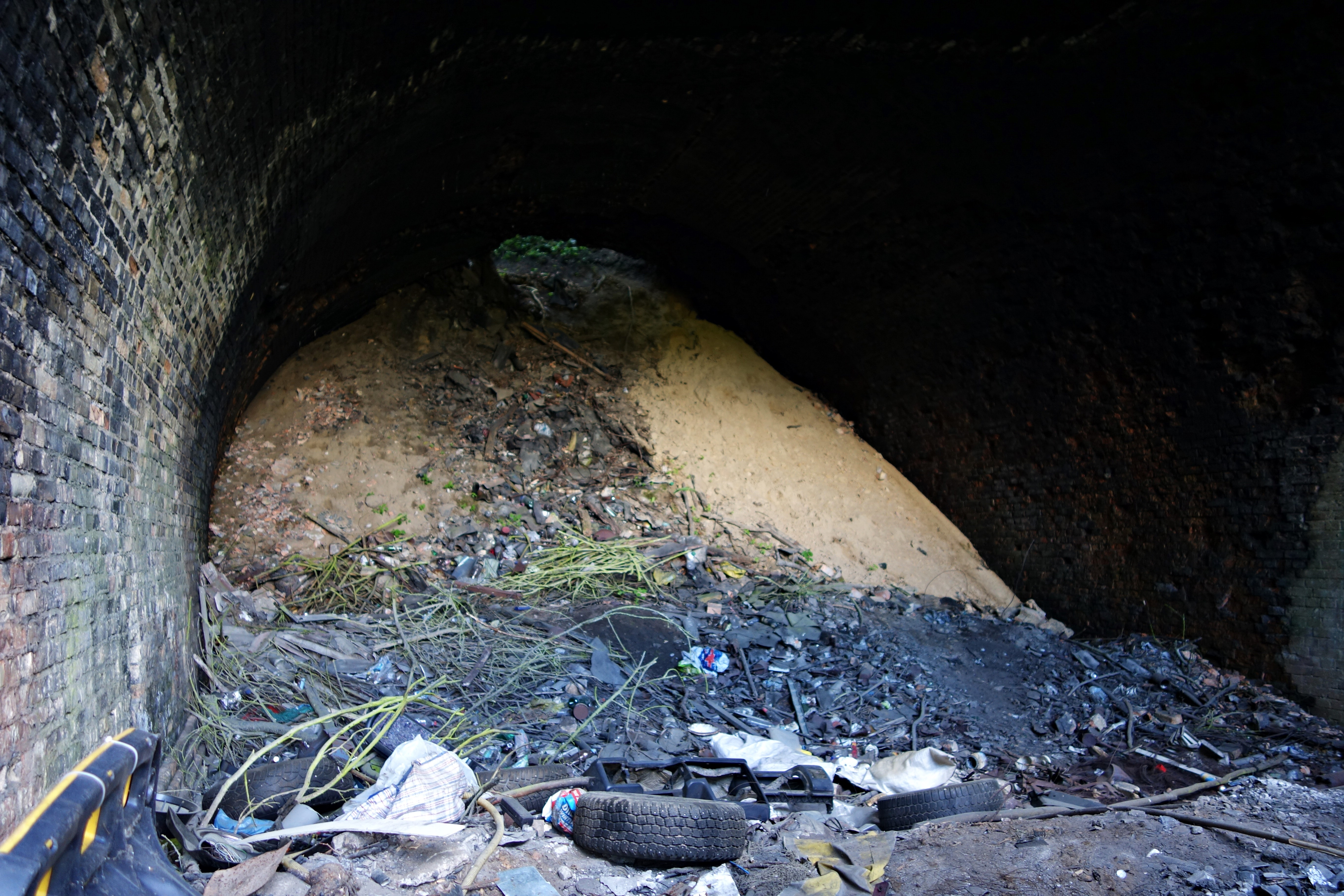
Heutiger Zustand: Zugeschütteter östlicher Eingang und teilweise eingestürzte Decke

Die Tunnelwände sind heute teils stark korrodiert, und das Mauerwerk platzt großflächig ab. Vereinzelt sind die Wände nicht mehr tragfähig. Einige Meter nach dem Ostportal ist die Decke im Scheitel teilweise eingestürzt, und man kann vom Ostportal durch die entstandene Öffnung die darüberliegende Oberfläche und Tageslicht erkennen.
Es ist heute nicht mehr möglich, den Tunnel zu passieren. An beiden Eingängen wurden Barrieren errichtet. Am Ostportal wurde eine lückenhafte Mauer errichtet, und dahinter wurde der Tunnelquerschnitt komplett mit Sand verfüllt. Am Westportal wurde etwa 20 m nach dem Eingang eine rund 3 m hohe Mauer mit Stacheldraht auf der Krone errichtet. Dahinter wurde der Querschnitt ebenfalls mit Sand verfüllt. Jedoch befindet sich an der Spitze der Sandverfüllung eine kleine Öffnung zum dahinterliegenden Teil des Tunnels.

## Naturschutz
Die Tunnelanlage steht seit 2009 unter besonderem Naturschutz (zoologinis gamtos paveldo objektas), da in der Tunnelanlage zahlreiche geschützte Fledermausarten leben und überwintern. Es wurden sechs besonders vom Aussterben betroffene Arten von Fledermäusen registriert, zu denen die Teichfledermaus und die Wasserfledermaus gehören.